# Ponto de Ruptura
O nome Ponto de Ruptura também pode ser substituído por Ponto de Não-Retorno ou Ponto de Inflexão
“A mudança climática descontrolada, não deve ser confundida com o efeito estufa descontrolado.”
Um ponto de ruptura no sistema climático é um limite que, se excedido, leva a grandes e muitas vezes irreversíveis mudanças no clima mundial. Pontos de ruptura foram identificados no sistema climático e em ecossistemas, que terão impactos severos se os humanos o cruzarem.
Os pontos de ruptura podem ser excedidos mesmo com um aumento moderado da temperatura global  (1,5 – 2 °C). Cientistas do clima identificaram mais de uma dúzia de possíveis pontos de ruptura. Se um ponto de ruptura em um sistema for cruzado, isso pode levar a uma cascata de outros pontos de rupturas excedidos. Uma dessas cascatas poderia levar o mundo a um estado de efeito  estufa extremo, 4 ou 5 graus Celsius acima dos níveis pré-industriais.
Os componentes em grande escala do sistema climático terrestre que podem passar por um ponto de ruptura são chamados de elementos de ruptura. Elementos de ruptura são encontrados nos mantos de gelo da Groenlândia e da Antártica, que podem causar  elevação do nível do mar. Esses pontos de ruptura nem sempre são abruptos. Por exemplo, em algum nível do aumento de temperatura, o derretimento do manto de gelo da Groenlândia e / ou do manto de gelo da Antártica Ocidental se tornará inevitável; mas a própria camada de gelo pode persistir por muitos séculos. Alguns elementos de ruptura, como o colapso dos ecossistemas, são irreversíveis.

## Definição
Muitos feedbacks positivos e negativos das mudanças climáticas a respeito das temperaturas globais e do ciclo do carbono foram identificados. Por milhares de anos, esses feedbacks têm interagido principalmente para restaurar o sistema de volta ao seu estado estável. Se um componente do sistema começar a demorar significativamente para retornar ao seu 'estado normal', isso pode ser um sinal de alerta de que o sistema está se aproximando de seu ponto de ruptura. O que esses diferentes componentes no sistema têm em comum é que, uma vez que um ponto de ruptura é ultrapassado e o colapso começou, pará-lo se torna virtualmente impossível.
O Relatório Especial sobre o Oceano e a Criosfera em um Clima em Mudança, divulgado pelo Painel Intergovernamental sobre Mudanças Climáticas (IPCC) em 2019, define um ponto de ruptura como:
Um nível de mudança nas propriedades do sistema climático terrestre além do qual ele pode se reorganizar e não retornar ao estado inicial, mesmo se os causadores da mudança forem diminuídos. Para o sistema climático, o termo se refere a um limite crítico no qual o clima global ou regional muda de um estado estável para outro. Os pontos de ruptura também são usados quando se referir ao impacto: o termo pode implicar que um ponto de ruptura está prestes a ser alcançado em um sistema natural ou humano.
Os pontos de ruptura levam a mudanças no sistema climático que são irreversíveis na escala de tempo humana. Para qualquer componente climático específico, a mudança de um estado aparentemente estável para um estado menos estável pode levar muitas décadas ou séculos - embora os dados do Paleoclima e os modelos climáticos globais, sugerem que o "sistema climático pode 'inclinar' abruptamente de um regime para outro em um tempo comparativamente curto. "

### Sinais precoce de alerta observados
Um sinal de que um sistema complexo como o clima está se aproximando de um ponto de ruptura é quando aspectos do sistema começam a oscilar ou demonstrar volatilidade crescente. O ambientalista e colunista do Guardian, George Monbiot diz que o clima extremo em 2021 - cúpulas térmicas, secas, incêndios, inundações e ciclones - é uma evidência do aumento da volatilidade e indica que a Terra está mais perto dos pontos de ruptura do que imaginamos. Analisando eventos extremos de chuva e ondas de calor recentes que quebraram os registros de temperatura em 10 graus Fahrenheit, a Nature Climate Change calcula que essas ondas de calor têm até sete vezes mais probabilidade de ocorrer nas próximas três décadas.

### Temperaturas de Ponto de não retorno
O registro geológico da temperatura e da concentração de gases de efeito estufa permite aos cientistas do clima reunir informações sobre feedbacks climáticos que levam a diferentes estados climáticos. Uma descoberta importante é que quando a concentração de dióxido de carbono na atmosfera aumenta, a temperatura global média também aumenta. Nos últimos 100 milhões de anos, as temperaturas globais atingiram o pico duas vezes, levando o clima a um estado de efeito estufa extremo . Durante o período Cretáceo, cerca de 92 milhões de anos atrás, os níveis de gáas carbônico estavam em torno de 1.000 ppm. O clima era tão quente que répteis semelhantes a crocodilos viviam no que hoje é o Ártico canadense, e as florestas prosperavam perto do Pólo Sul. O segundo período de estufa foi o Máximo Térmico Paleoceno-Eoceno (PETM) 55-56 milhões de anos atrás. Registros sugerem que durante o PETM, a temperatura média global subiu entre 5 e 8 ° C; não havia gelo nos pólos, permitindo que palmeiras e crocodilos vivessem acima do Círculo Polar Ártico.
A combinação dessas informações históricas com a compreensão da mudança climática atual resultou na descoberta publicada em 2018 em Proceedings of the National Academy of Sciences de que "um aquecimento de 2 ° C poderia ativar elementos importantes de ruptura, elevando ainda mais a temperatura para ativar outros pontos de ruptura em um cascata semelhante a um dominó que poderia levar o Sistema Terrestre a temperaturas ainda mais altas ".
A velocidade dos feedbacks do ponto de ruptura é uma preocupação crítica, embora o registro geológico falhe em fornecer clareza se as mudanças de temperatura no passado levaram apenas algumas décadas ou muitos milênios. Alguns cientistas estão preocupados que alguns pontos de ruptura já possam ter sido alcançados. A maior ameaça é o aumento do nível do mar  em um estudo de 2018 que descobriu que os pontos de ruptura para os mantos de gelo da Groenlândia e da Antártica provavelmente ocorrerão entre 1,5 e 2 °C de aquecimento. Os autores do estudo apontam que em 2021, a Terra já aqueceu 1,2 °C, e 1,5 °C. Com base nas projeções atuais, os especialistas dizem que pelo menos 6,1 m de aumento do nível do mar é inevitável. A velocidade em que isso ocorre é incerta; pode levar séculos ou milênios

## Teoria Matemática
O comportamento do ponto de ruptura no clima pode ser descrito em termos matemáticos como ponto de inflexão. Os pontos de inflexão são então vistos como qualquer tipo de bifurcação com histerese (histeresis), que é a dependência do estado de um sistema em sua história. Por exemplo, dependendo de quão quente ou frio era no passado, pode haver diferentes quantidades de gelo nos pólos com a mesma concentração de gases de efeito estufa. Em um estudo de 2012 inspirado por "abordagens matemáticas e estatísticas para modelagem e previsão do clima", os autores identificam três tipos de pontos de inflexão/ruptura em sistemas abertos, como o sistema climático - bifurcação, induzido por ruído e dependente da taxa.

### Tipos

#### Ponto de não retorno induzido por bifurcação
Isso ocorre quando determinado parâmetro no clima, o qual que se observa estar se comportando consistentemente em uma determinada direção ao longo de um período de tempo, eventualmente passa por um nível crítico - ponto este que representa uma bifurcação perigosa - e o que era um o estado estável e consistente perde sua estabilidade ou simplesmente desaparece. A Atlantic Meridional Overturning Circulation (AMOC) é uma corrente de circulação termohalina, movida por diferenças de densidade das águas dos oceanos em função das diferenças de temperatura e salinidade. Mudanças lentas nos parâmetros de bifurcação neste sistema - salinidade, temperatura e densidade da água - fizeram com que a circulação diminuísse em cerca de 15% nos últimos 70 anos ou mais. Se atingir um ponto crítico onde pára completamente, este seria um exemplo de inclinação induzida por bifurcação pois poderia induzir frio extremo em alguns continentes, perturbar monções sazonais e ter outros impactos em grande parte do planeta.

#### Ponto de não retorno induzido por ruído
Isso se refere a transições de um estado para outro devido a flutuações aleatórias ou variabilidade interna do sistema. As inclinações induzidas por ruído não mostram nenhum dos primeiros sinais de alerta que ocorrem com as bifurcações. Isso significa que eles são fundamentalmente imprevisíveis, pois não há mudança sistemática nos parâmetros subjacentes. Por serem imprevisíveis, essas ocorrências são frequentemente descritas como um evento 'um em x ano'. Um exemplo são os eventos Dansgaard – Oeschger durante o último período glacial, com 25 ocorrências de flutuações climáticas repentinas ao longo de um período de 500 anos.

#### Ponto de não retorno proporcional ao estímulo
Este aspecto da inclinação assume que existe um estado único e estável para qualquer aspecto ou parâmetro fixo do clima e que, se não for perturbado, haverá apenas pequenas respostas a um 'pequeno' estímulo. No entanto, quando as mudanças em um dos parâmetros do sistema começam a ocorrer mais rapidamente, uma grande resposta 'excitável' pode aparecer. No caso das turfeiras , por exemplo, após anos de relativa estabilidade, o ponto de inflexão induzido pela taxa leva a uma "liberação explosiva de carbono do solo das turfeiras para a atmosfera" - às vezes conhecido como "instabilidade da bomba de composto".

### Sinais matemáticos de alerta precoce
Para sistemas cujos pontos de ruptura ocorrem por bifurcação, pode ser possível detectar se eles estão se aproximando de um ponto de inflexão pois o sistema tende a ficar menos resiliente a perturbações na aproximação do limite de inclinação. Esses sistemas exibem lentidão crítica, com memória aumentada (autocorrelação crescente) e variação. Dependendo da natureza do sistema de tombamento, mudanças também podem ser detectadas na assimetria e curtose de séries temporais de variáveis relevantes, com assimetrias nas distribuições de anomalias indicando que o ponto de ruptura pode estar próximo. A mudança abrupta não é um sinal de alerta precoce (EWS, do inglês early warning signal) para pontos de inflexão, pois a mudança abrupta também pode ocorrer se as mudanças forem reversíveis para o parâmetro de controle.
Esses EWSs são frequentemente desenvolvidos e testados usando séries temporais do paleorregistro, como sedimentos, calotas polares e anéis de árvores, onde exemplos anteriores de tombamento podem ser observados. Nem sempre é possível dizer se o aumento da variância e a autocorrelação são um precursor da inclinação ou causada pela variabilidade interna, por exemplo, no caso de colapso do AMOC. As limitações de qualidade dos paleodados complicam ainda mais o desenvolvimento de EWSs. Eles foram desenvolvidos para detectar ponto de inflexão devido à seca em florestas na Califórnia, na Geleira de Pine Island na Antártica Ocidental, entre outros sistemas. Usando sinais de alerta precoce (aumento da autocorrelação e variância da série temporal da taxa de derretimento), foi sugerido que a camada de gelo da Groenlândia está atualmente perdendo resiliência, consistente com os sinais de aviso antecipado modelados da camada de gelo.

## Dados observacionais de "pontos de não retorno" na história e registros geológicos"
"A relação log-log linear entre a área espacial e a duração temporal de 42 mudanças de regime do sistema terrestre observadas é descrita por um modelo de regressão linear"
Uma série de evidências empíricas apóia a existência de pontos de inflexão no sistema terrestre que, uma vez desencadeados, possivelmente cairiam de forma irreversível  para catalisar uma mudança em direção a outro estado do ecossistema ou equilíbrio climático.
Em março de 2020, os pesquisadores mostraram que ecossistemas maiores podem 'entrar em colapso' mais rápido do que se pensava, a floresta amazônica, por exemplo (para uma savana) em aproximadamente 50 anos e os recifes de coral do Caribe em aproximadamente 15 anos, uma vez que um modo de 'colapso' é acionado, o que, no caso da Amazônia, eles estimam que poderia ser em 2021.
Uma revisão científica de 2021 ilustra como os impactos se espalharam pelo sistema terrestre em casos bem documentados de mudanças abruptas durante os últimos 30.000 anos.
Um estudo descobriu que os registros geológicos do Máximo Térmico Paleoceno-Eoceno, 55 milhões de anos atrás, mostram que existem pontos de inflexão substanciais no sistema terrestre, que "podem desencadear a liberação de reservatórios de carbono adicionais e levar o clima da Terra a um estado mais quente".

## Opinião Pública
Em abril e maio de 2021, Ipsos Mori conduziu uma pesquisa de opinião nas nações do G20 em nome da Global Commons Alliance (GCA) sobre o impacto do aquecimento global. Os resultados, publicados em agosto de 2021, revelaram que 74% dos entrevistados acreditam que "a humanidade está empurrando o planeta para um ponto de inflexão perigoso" e queria ver as nações ricas ajudando a regenerar os bens comuns globais em vez de se concentrar no lucro econômico. Esta pesquisa foi realizada antes do verão do hemisfério norte de 2021, que viu ondas de calor, inundações e incêndios recordes, e antes do último relatório do Painel Intergovernamental sobre Mudanças Climáticas alertar sobre mudanças climáticas "inevitáveis e irreversíveis" diretamente atribuíveis à atividade humana.

## Sistemas de não retorno
Os cientistas identificaram um grande conjunto de elementos que têm potencial para se tornarem pontos de não retorno. É possível que alguns pontos de inflexão estejam perto de serem cruzados ou já tenham sido cruzados, como os lençóis de gelo na Antártida Ocidental e na Groenlândia, os recifes de coral de águas quentes e a floresta tropical amazónica.

### Pontos de retorno de grande escala
Uma mudança suave ou abrupta na temperatura pode desencadear pontos de inflexão de escala global. Um estudo de 2018 no Proceedings of the National Academy of Sciences advertiu que se o gelo polar continuar a derreter, as florestas continuarem a ser dizimadas e os gases do efeito estufa continuarem a subir para altos níveis, atingiremos pontos de ruptura que garantem um clima 4-5 Celsius mais elevado do que os tempos pré-industriais, e níveis do mar 10 a 60 metros (33 a 197 pés) mais elevados do que atualmente.

#### Fim da circulação de Inversão Atlântico Meridional
O AMOC é também conhecido como o Sistema da Corrente do Golfo. Stefan Rahmstorf, professor de física dos oceanos no Potsdam Institute for Climate Impact Research diz: "O Sistema de Corrente do Golfo funciona como uma correia transportadora gigante, transportando água quente da superfície do equador para o norte, e enviando água fria e de baixa salinidade para o sul". À medida que a água quente flui para o norte, ela evapora, o que aumenta a salinidade. Também esfria quando se mistura com água doce de gelo derretido na Antártida Ocidental e na Groenlândia. A água fria e salgada é mais densa e lentamente começa a afundar-se. Vários quilómetros abaixo da superfície, a água fria e densa começa então a mover-se para sul. Este ciclo, que move quase 20 milhões de metros cúbicos de água por segundo, é o processo de "viragem".
Rahmstorf diz que o aumento da precipitação e o derretimento de geleiras devido ao aquecimento global está diluindo a água do mar superficial e aquecendo-a. "Isso torna a água mais leve e, portanto, incapaz de se afundar - ou menos capaz de se afundar - o que, basicamente, atrasa todo esse motor da circulação global de viragem".
A teoria, modelos simplificados e observações paralelas de mudanças abruptas no passado, sugerem que a AMOC tem um ponto de não retorno. Estas observações sugerem que se a entrada de água doce atingir um determinado limiar (atualmente desconhecido), poderá entrar em colapso num estado de fluxo reduzido.

#### Sinais de aviso prévio baseados na observação
Em 2018, estudos constataram que a AMOC estava no seu ponto mais fraco em pelo menos 1.600 anos, e era 15% mais fraca do que em 400 D.C. - descrita como "um desvio excepcionalmente grande". Em Agosto de 2021, um estudo na Nature Climate Change disse que "sinais significativos de alerta" foram "encontrados em oito índices AMOC independentes", sugerindo que a AMOC "pode estar a aproximar-se de um fim".
Stefan Rahmstorf diz que os últimos modelos climáticos sugerem que se o aquecimento global continuar ao ritmo atual, até ao final deste século, o sistema terá enfraquecido entre 34% a 45%. Ele diz: "Isto pode aproximar-nos perigosamente do ponto de ruptura em que o fluxo se torna instável".
Se a AMOC acabar, poderá emergir um novo estado estável que dure milhares de anos, possivelmente desencadeando outros pontos de ruptura.

#### Desintegração da geleira da Antártida Ocidental
A geleira da Antártida Ocidental (WAIS) é uma das três regiões que compõem a Antártida. Ela possui regiões com mais de 4 quilómetros de espessura e situa-se sobre rochas que se encontram em grande parte abaixo do nível do mar. A geleira está em contato direto com o calor do oceano e com o ar mais quente, o que a torna vulnerável à perdas rápidas e irreversíveis de gelo. Um ponto de não retorno poderia ser atingido se o desgaste ou colapso das plataformas de gelo da WAIS (West Antarctic ice sheet) desencadeassem um ciclo que conduzisse à perdas irreversíveis de gelo para o oceano - com o potencial de elevar o nível do mar em cerca de 3,3 metros.
Os pólos estão aquecendo mais rapidamente do que o resto do planeta. Devido ao aquecimento dos mares e do ar, a perda de gelo da WAIS triplicou de 53 bilhões de toneladas por ano entre 1992-97 para 159 bilhões de toneladas por ano entre 2012-2017.

#### Desaparecimento da floresta tropical amazônica
A floresta tropical amazónica é a maior floresta tropical do mundo. Tem o dobro do tamanho da Índia e abrange nove países da América do Sul. Gera cerca de metade da sua própria precipitação, reciclando a humidade através da evaporação e transpiração à medida que o ar se move através da floresta
.
O desmatamento da Amazónia começou com a chegada de fazendas na floresta na década de 1960. Eles cortavam e queimavam as árvores a fim de cultivar culturas. No entanto, os solos na Amazónia só são produtivos durante um curto período após a limpeza da terra, e por isso os agricultores simplesmente se deslocavam e limpavam mais terras. Outros fazendeiros limpavam a terra para criar gado, levando a mais desmatamentos e danos ambientais  As ondas de calor e a seca tornaram-se agora um fator que levou a mais mortes de árvores. Isto indica que a Amazónia está passando por condições climáticas para além dos seus limites adaptativos Este processo é descrito Banco Mundial como "o processo pelo qual a bacia amazónica perde densidade de biomassa como consequência das mudanças climáticas".
Em 2019, pelo menos 17% da Amazônia já tinha sido perdida. Nesse ano, Jair Bolsonaro foi eleito Presidente, comprometendo-se a abrir a floresta tropical para ainda mais agricultura e mineração e, segundo os ambientalistas, a sua administração enfraqueceu deliberadamente a proteção ambiental. Mais de 70.000 incêndios florestais deflagraram nos 12 meses que se seguiram à sua eleição, à medida que os agricultores ateavam fogos para desbravar terras para culturas ou criação de gado.
O resultado foi que, em 2020, o desmatamento aumentou outros 17% causados por incêndios, produção de carne e etc. Em Março de 2021, o primeiro estudo de longo prazo sobre gases com efeito de estufa na floresta tropical Amazônica descobriu que na década de 2010 a floresta tropical libertou mais dióxido de carbono do que absorveu A floresta tinha sido anteriormente um sumidouro de carbono, mas agora emite bilhões de toneladas de dióxido de carbono por ano. O desmatamento levou a menos árvores, o que significa que se desenvolvem secas e ondas de calor mais severas, levando a mais mortes de árvores e mais incêndios.

#### Mudanças das Monções da África Ocidental
O sistema das Monções da África Ocidental (WAM) leva chuva para a África Ocidental e é a principal fonte de chuva na região agrícola do Sahel, uma área de pastagem semi-árida entre o deserto do Saara a norte e florestas tropicais a sul. A monção é um sistema complexo onde a terra, o oceano e a atmosfera estão ligados de tal forma que a direção do vento inverte com as estações do ano.
Entre os finais dos anos 60 e 80, a precipitação média diminuiu mais de 30%, mergulhando a região numa seca prolongada. Isto levou a uma fome que matou dezenas de milhares de pessoas e desencadeou uma força tarefa de ajuda internacional. Pesquisas demonstraram que a seca se devia em grande parte a mudanças nas temperaturas de superfície dos oceanos globais, em particular, ao aquecimento dos oceanos tropicais em resposta ao aumento dos gases de efeito de estufa combinados com o esfriamento no Atlântico Norte, como resultado da poluição atmosférica dos países do hemisfério norte.
Projeções a partir de modelos climáticos sugerem que a WAM (West African monsoon) pode entrar em colapso durante este século. Duas projeções levam a uma maior seca no Sahel, uma das quais prevê uma duplicação do número de anos anormalmente secos até ao final do século. Outra projeção sugere o contrário, que haverá mais precipitação devido ao aumento do fluxo proveniente do Ocidente - ligado a um ponto de não retorno de 3°C de aquecimento localizado no Golfo da Guiné

#### Permafrost e hidratos de metano
Permafrost é um solo contendo solo e/ou material orgânico unido pelo gelo e que permaneceu congelado durante pelo menos dois anos. Cobre cerca de um quarto da terra não glaciar no hemisfério norte - principalmente na Sibéria, Alasca, norte do Canadá e no planalto tibetano - e pode ter até um quilómetro de espessura.   Permafrost submarino de até 100 metros de espessura também ocorre no fundo do mar sob parte do Oceano ÁrcticoEste solo congelado contém grandes quantidades de carbono, derivado de plantas e animais que morreram e se decompuseram ao longo de milhares de anos. Os cientistas acreditam que existe quase o dobro de carbono no permafrost do que actualmente na atmosfera da Terra.
À medida que o clima aquece e o permafrost começa a descongelar, dióxido de carbono e metano são libertados para a atmosfera. Uma investigação conduzida pela Administração Nacional Oceânica e Atmosférica dos EUA (NOAA) em 2019 concluiu que o descongelamento do permafrost através do Árctico "poderia estar liberando uma quantidade estimada de 300-600m de toneladas líquidas de carbono por ano para a atmosfera". Num Relatório Especial sobre o Oceano e a Cryosfera num clima em mudança, o IPCC diz que há "grande confiança" nas projecções de "desaparecimento generalizado do permafrost próximo da superfície do Árctico neste século", o qual está "projectado para libertar 10 a 100 milhões de toneladas [ou gigatoneladas, GtC], até 240 GtC de carbono, como o CO2 e metano para a atmosfera"

#### Extinção de recife de coral
Cerca de 500 milhões de pessoas em todo o mundo dependem dos recifes de coral para alimentação, renda, turismo e proteção costeira. No entanto, desde a década de 1980, essa realidade está sendo ameaçada pelo aumento das temperaturas da superfície do mar, que está provocando o branqueamento em massa dos corais, especialmente em regiões subtropicais.
Um pico de temperatura do oceano de 1 ° C (1,8 ° F) acima da média já é suficiente para causar o branqueamento. Isso acontece porque as algas conhecidas como zooxantelas, que vivem no interior das células dos tecidos dos corais, completa a dieta coralínea com açúcares, aminoácidos e outros nutrientes, além de prover boa parte do oxigênio que o coral precisa. Este, por outro lado, fornece à alga o dióxido de carbono e outros nutrientes do qual ela precisa de tal  forma que os dois mantenham uma relação simbiótica, mas que é muito sensível, e sofre com mudanças de temperatura e alterações no pH da água, o índice que determina seu grau de acidez. A elevação da temperatura do planeta e a alta concentração de CO₂ na atmosfera, nos últimos anos, têm provocado mudanças na temperatura e no pH da água dos oceanos — e crise na relação entre xantelas e corais, o que significa uma aparência esbranquiçada dos corais, pois a variedade de cores que a gente observa na maioria deles só existe por causa dessa relação com as xantelas.
Entre 1979-2010, 35 eventos de branqueamento de recifes de coral foram identificados em uma variedade de locais. Alguns eventos de branqueamento são relativamente localizados, mas a frequência e gravidade dos eventos de branqueamento em massa que afetam os corais ao longo de centenas e às vezes milhares de quilômetros tem aumentado nas últimas décadas. Os eventos de branqueamento em massa ocorreram em 1998, 2010 e entre 2014–2017. Este evento de três anos afetou mais de 70% dos recifes de coral do mundo, deixando dois terços da Grande Barreira de Corais mortos ou severamente branqueados. A Scientific American relata que o mundo perdeu cerca de 50% dos recifes de coral nos últimos 30 anos. O Painel Intergovernamental sobre Mudanças Climáticas (IPCC) afirma que, quando as temperaturas chegarem a 1,5 ° C acima da época pré-industrial, entre 70% e 90% dos recifes de coral que existem hoje terão desaparecido; e que se o mundo esquentar 2 ° C, "os recifes de coral serão extremamente raros".

#### Mudança da monção indiana
Na Índia, a monção geralmente chega em junho, liberando 80% da precipitação anual do país em quatro meses. As chuvas esfriam a atmosfera, irrigam as plantações e enchem rios e poços - até setembro. Em grande parte, esse tem sido o padrão por centenas de anos, embora o tempo sempre tenha variado até certo ponto e a intensidade da chuva muitas vezes tenha levado a inundações. Desde 1950, a própria monção enfraqueceu, mas, ao mesmo tempo, houve um aumento de 300% nas chuvas extremas na Índia central. Estudos sugerem que esses eventos são em grande parte impulsionados por um aumento de 1–2 ° C na temperatura da superfície do mar no norte do Mar da Arábia, duas a três semanas antes da verdadeira chuva - que geralmente dura dois ou três dias. A maioria dos estudos prevê que, à medida que o aquecimento global continua, haverá cada vez mais eventos extremos de chuva.
Embora as monções de verão da Índia frequentemente precipitem enchentes, eventos extremos de chuva exacerbaram o problema. Entre 1996 e 2005, ocorreram 67 inundações na Índia; no período de dez anos seguintes, de 2006 a 2015, o número subiu para 90. Isso afeta a vida, a segurança alimentar e hídrica de bilhões de pessoas no subcontinente indiano.  A maioria dos indianos depende da agricultura para viver, e as safras são altamente sensíveis às variações nas chuvas. Uma análise em 2017 descobriu que até $ 14,3 bilhões do PIB da Índia está exposto a inundações de rios, tornando a Índia mais vulnerável a chuvas extremas do que qualquer outro país do mundo - e que esse número pode aumentar 10 vezes até 2030. O IPCC, em 2018, relatou, de forma mais conservadora, que se as temperaturas globais subirem 3º C, um aumento na intensidade da chuva de monções é "provável".

#### Desintegração do manto de gelo da Groelândia
O manto de gelo da Groenlândia é a segunda maior massa de gelo do mundo e é três vezes o tamanho do Texas. Ele contém água suficiente que, se derretida, pode elevar o nível global do mar em 7,2 metros. Devido ao aquecimento global, a camada de gelo está derretendo a uma taxa acelerada, adicionando cerca de 0,7 mm aos níveis globais do mar a cada ano. Cerca de metade do derretimento que a camada de gelo experimenta ocorre na superfície, onde se formam piscinas de água mais quente que então derretem buracos na camada.
Em junho de 2012, 97% de todo o manto de gelo experimentou o derretimento da superfície pela primeira vez na história registrada. Em 2019, a Groenlândia perdeu um recorde de 532 bilhões de toneladas de gelo, a maior massa em qualquer ano desde pelo menos 1948. Em 2020, pesquisadores da Ohio State University disseram que a neve na Groenlândia não é mais capaz de compensar a perda de gelo devido a esse derretimento, de modo que a desintegração do manto de gelo agora é inevitável.
Em julho de 2021, em um espaço de menos de uma semana, a Groenlândia perdeu 18,4 bilhões de toneladas de gelo no terceiro evento de derretimento extremo nos últimos dez anos, com perda de gelo de uma área interior maior da Groenlândia até mesmo do que em 2019. Comentando sobre este evento, Thomas Slater, um glaciologista da University of Leeds disse: "À medida que a atmosfera continua a esquentar na Groenlândia, eventos como o derretimento extremo de ontem se tornarão mais frequentes". A cientista climática, Dra. Ruth Mottram, do Instituto Meteorológico Dinamarquês, diz que é improvável que um ponto crítico para o derretimento da camada de gelo da Groenlândia seja abrupto, mas acredita que haverá um limite além do qual seu colapso final será irreversível.

#### Mudança da floresta boreal
As florestas boreais, também conhecidas como taiga, são constituídas por árvores que resistem ao frio, como coníferas, abetos, abetos, pinheiros, lariços, bétulas e choupos. Elas cobrem cerca de 11% das áreas terrestres da Terra nas latitudes do norte do Alasca, Canadá, norte da Europa e Rússia. Também somam 30% das florestas do mundo e constituem o maior ecossistema terrestre. Estima-se que elas detenham mais de um terço de todo o carbono terrestre.
A zona boreal, junto com a tundra ao norte, está esquentando aproximadamente duas vezes mais rápido que a média global. Um estudo em 2012 descobriu que, com o calor do verão, está ficando muito quente para essas espécies de árvores em particular. Isso as torna vulneráveis a doenças, diminuindo suas taxas de reprodução. Uma revisão de 2017 na Nature Climate Change concluiu que o rápido aquecimento e a redução da diversidade de espécies de árvores levariam a "perturbações" nas florestas boreais causadas por secas, incêndios, pragas e doenças. Em 2020, o Woods Hole Research Center declarou que o aquecimento global está aumentando a frequência e a gravidade dos incêndios nas florestas boreais, e que esses incêndios estão liberando grandes quantidades de carbono na atmosfera.
Em relação a um potencial ponto de inflexão, os incêndios representam um risco significativo. O professor Scott Goetz, da Northern Arizona University, e líder científico do Experimento de Vulnerabilidade Boreal do Ártico da NASA, diz que um ponto crítico nas florestas boreais pode ocorrer se um incêndio extremo tornar a floresta incapaz de se regenera, transformando-se em um ecossistema de pastagens ou bosques esparsos.

### Outras preocupações

#### El Niño-Oscilação do Sul
Outros exemplos de pontos de inflexão em elementos de larga escala é a mudança no comportamento dos fenômenos de El Niño.
Normalmente os ventos fortes sopram do leste através do Oceano Pacifico Sul, vindo da América do Sul até a Austrália. Porém, a cada dois a sete anos, a força dos ventos diminui devido a mudanças de pressão, como consequência os ventos e águas no meio do Pacífico aquecem, causando mudanças nos padrões de vento ao redor do globo. Conhecido como El Niño, já levou a secas na Indonésia, Índia e Brasil, e já ampliou o número de inundações no Peru. No período de 2015/2016 o fenômeno foi responsável pela escassez de alimentos que afetou mais de 60 milhões de pessoas. Existe também evidências as secas causadas pelo El Niño aumentem a incidência com que incêndios florestais na Amazônia acontecem.
Até agora não há evidência definitiva que indique mudanças no comportamento do ENSO. Apesar disso, o aquecimento global necessário para que um ponto de inflexão ocorra com o El Niño provavelmente irá ocorrer neste século. Após cruzar este ponto de inflexão é provável que a fase quente do El Niño se torne mais longa e frequente.

#### Oceano Antártico
O Oceano Austral também exerce um papel importante no clima. A corrente dominante deste Oceano é a Corrente Circumpolar Antártica. Com nenhuma barreira continental, essa poderosa corrente distribui sinais climáticos para os Oceanos Pacífico, Atlântico e Índico. Isso significa que qualquer mudança que ocorra no Oceano Sul tem, potencialmente, consequências massivas para o sistema oceânico global e o Clima. Mudanças significativas estão ocorrendo, estudos encontraram que, desde 2006, um estimado de 60%-90% de todo o aumento de calor absorvido e armazenado pelos oceanos, associado com o aquecimento global, decorre de mudanças no Oceano Antártico.

#### Gelo no Oceano Ártico
O gelo no Oceano Ártico está esquentando com uma velocidade duas vezes maior que a média global e em junho de 2020, a temperatura era 18ºC acima da média diária máxima para aquele mês, a mais alta temperatura já registrada no círculo Ártico. Como resultado do aquecimento a longo prazo, o pedaço de gelo mais velho e espesso do Ártico declinou em 95% durante os últimos 30 anos.  Em Agosto de 2021, o IPCC disse que, sob cenários de altas emissões de CO2, provavelmente o Ártico estará sem gelo até o final do século (com alta confiança). O IPCC também disse que mesmo se o gelo desaparecer isso não gera um ponto de inflexão uma vez que “As perdas projetadas são potencialmente reversíveis”.
Ainda assim, aquecimento no Ártico permite que o permafrost derreta, liberando mais dióxido de carbono e metano na atmosfera. Em junho de 2019, imagens de satélite dos arredores do Ártico mostraram que incêndios se encontram mais ao norte e em maior magnitude que em qualquer momento nos 16 anos de registros de satélite, inclusive alguns incêndios parecem ter acendido o solo de turfa. Turfa é uma acumulação de uma vegetação parcialmente decomposta e é um bom sequestrador de carbono. Cientistas estão preocupados porque os incêndios de longa duração na turfa são capazes de liberar o carbono sequestrado de volta para a atmosfera, contribuindo para ainda mais aquecimento. os incêndios de Junho de 2019, por exemplo, liberaram tanto gás carbônico quanto a Suécia libera de emissões de efeito estufa em um ano.

#### Nuvens
Alguns feedbacks são fortes o suficiente para causar pontos de inflexão sozinhos. Um estudo de 2020 prediz que dobrando o gases do efeito estufa iria interferir com a formação de nuvens. isso poderia dispersar as nuvens stratocumulus e aquecer o planeta em 5.6ºC (10ºF) 

## Efeito Dominó nos Pontos de Inflexão
Atravessando um limiar em uma das partes do sistema climático pode levar outro elemento a atravessar um ponto de tombamento. Esses pontos de inflexão estão passando pelo Efeito Cascata. O gelo perdido no Oeste Antártico e na Groenlândia vão significativamente alterar a circulação oceânica. O aquecimento gerado como consequência deste processo, nas regiões de altas latitudes ao norte, pode levar diversos outros elementos climáticos a tombar na mesma região, como a degradação do permafrost, perda do gelo marinho ártico, e a morte da Floresta Boreal (waldsterben em alemão). Isso ilustra que até níveis relativamente baixos de aquecimento global pode levar elementos relativamente estáveis a serem ativados.
Em 2019, Timothy Lenton e colegas da Universidade de Exeter, publicaram um estudo na Nature notando que dos dois Relatórios Especiais do IPCC, publicados em 2018 e 2019, sugerem que até 1 a 2°C de aquecimento global poderiam levar aspectos do clima além de seus pontos de inflexão.. Os autores adicionaram que o risco de um Efeito Cascata é “muito mais provável e muito mais iminente” e que alguns “podem muito bem já terem começado”.
Em junho de 2021, O Live Science reportou que quando cientistas rodaram 3 milhões de simulações de um modelo climático, praticamente um terço dessas simulações levaram a desastrosos efeitos dominó mesmo com a limitação de 2°C de aquecimento- limite máximo colocado pelo Acordo de Paris em 2015. Os autores do estudo na Nature reconheceram que a ciência dos pontos de inflexão é complexa a ponto de se ter uma incerteza considerável a como eles vão se desenrolar, ainda assim, se argumenta que um efeito cascata nos pontos de inflexão representa “um perigo existencial para a civilização”

## Efeitos dos Pontos de Inflexão
A possibilidade de que o clima esteja no processo de ultrapassar críticos pontos de inflexão é de grande preocupação. Um meta estudo de 2021, conduzido por Simon Dietz, James Rising, Thomas Stoerk e Gernot Wagner, no potencial impacto econômico dos pontos de inflexão descobriu que eles levantam um risco global; a estimativa média é de que o aumento do custo social do carbono (CSC) seria por volta de 25%, com uma chance de 10% dos pontos de inflexão aumentarem em mais que o dobro do CSC. Se o clima entrar em um estado em que os pontos de inflexão comecem a cascatear então tempestades costais terão impacto maior, centenas de milhões de pessoas serão forçadas a migrar pelo aumento do nível do mar, haverá mais falta de alimentos e água do que os normalmente causados pelo capitalismo, muitas pessoas morrerão por níveis não saudáveis de calor e condições inviáveis de viver..  Um aumento de 4-5°C pode fazer com que partes da região equatorial sejam inabitáveis, com o nível do mar atingindo 60 metros acima do atual.
Humanos não sobrevivem em ambientes muito quentes e úmidos, o que deve ocorrer com a maioria da população se as temperaturas atingirem 11-12°C acima do atual, com as massas de terra aquecendo mais rápido que a média global. Efeitos como esse foram popularizados em livros como A Terra Inabitável e O Fim Da Natureza.

## Efeito Estufa Descontrolado
O efeito estufa descontrolado (Runaway Greenhouse effect) é usado em círculos astronômicos para se referir a um efeito tão extremo que oceanos fervem e fazem do planeta inabitável, um estado irreversível semelhante ao que ocorreu em Vênus. o Quinto Relatório de Avaliação do Painel Intergovernamental sobre Mudanças Climáticas declarou que “um efeito estufa descontrolado, semelhante ao que ocorreu em Vênus, parece virtualmente não ter chance de ser causado por atividades antropogênicas”. Condições parecidas com a de Vênus na Terra necessitam longos períodos de intervenção muito intensa que é muito improvável de acontecer até que o Sol se intensifique em algumas dezenas de vezes, o que só deve acontecer em alguns bilhões de anos.